# Austrometra
Austrometra is een geslacht van haarsterren uit de familie Colobometridae.

## Soort
- Austrometra thetidis (H.L. Clark, 1911)